# Куканов, Максим Ефимович
Макси́м Ефи́мович Кука́нов (1875, Российская империя — ?) — крестьянин Малоархангельского уезда Орловской губернии, депутат Государственной думы I созыва от Орловской губернии. Сперва октябрист, потом трудовик.

## Биография
Крестьянин. Русский. Православного вероисповедания. Окончил сельскую начальную школу, а затем орловскую учительскую семинарию. Выдержал экзамен при орловской гимназии на звание народного учителя. Был рабочим на Китайско-Восточной железной дороге, а потом работал земским учителем в селе Вязовое Фёдоровской волости Малоархангельского уезда. Мелкий землевладелец. Имел 3 земельных надела.
28 марта 1906 года губернское избирательное собрание избрало депутатом Государственной думы от Орловской губернии. В ней Куканов примкнул к Трудовой группе, состоял в аграрной комиссии, был приверженцем социал-демократических идей. Выступал в Думе по вопросу о Государственном совете и аграрным делам. Уже после роспуска Думы в Куракинской волости Кукановым был организован отдел Трудовой группы, за что в сентябре 1906 года бывшего парламентария арестовали. 
В апреле 1911 года всё ещё находился в административной ссылке
Его дальнейшая судьба и дата смерти неизвестны.